# Sarcophyton tenuispiculatum
Sarcophyton tenuispiculatum är en korallart som först beskrevs av Thomson och Dean 1931.  Sarcophyton tenuispiculatum ingår i släktet Sarcophyton och familjen läderkoraller. Inga underarter finns listade i Catalogue of Life.